# جايسون ستانتون
جايسون ستانتون (بالإنجليزية: Jason Stanton)‏ هو لاعب دوري الرغبي أسترالي، ولد في 11 أكتوبر 1975 في أستراليا.